# نوکهر
نوکهر (به انگلیسی: Nokhar) یک شهرک در پاکستان است که در ناحیه گوجرانوالا واقع شده‌است.